# Louise Island (Haida Gwaii)
Louise Island (Haida K'uuna Gwaay.yaay) ist eine Insel in den westlichen Randgewässern der Hecate-Straße, in den nordwestlichen Küstengewässern der kanadischen Provinz British Columbia. Sie gehört zur Inselgruppe  Haida Gwaii und liegt administrativ im North Coast Regional District.

## Geographie
Die in ihrer Grundform eher rundliche Insel hat eine Fläche von 275 km² sowie einen Umfang von 87 km. Die Insel gehört zu den 150 größten Inseln Kanadas (99. Platz bei mehr als 50.000 Inseln) und damit auch zu den größten der Provinz (23. Platz).
Nach Norden und Westen grenzt Louise Island an Moresby Island, getrennt durch das Cumshewa Inlet und die Carmichael Passage. Südlich des Selwyn Inlet liegt Talunkwan Island und nach Osten die Hecate-Straße. Außerdem ist die Insel von weiteren kleinen und kleinsten Inseln umgeben.
Der höchste Punkt auf der Insel, Mount Kermode, liegt im zentralen Osten der Insel und erreicht eine Höhe von 1091 m, womit die Insel zu den höchsten Inseln der Erde gehört.
Nahezu die gesamte Ostküste ist Teil eines mehr als 15.000 Hektar großen Schutzgebietes, das K'uuna Gwaay Conservancy. Dabei handelt es sich um ein Schutzgebiet besonderen Typs.

## Geschichte
Traditionell ist die Insel Siedlungs- und Jagdgebiet der First Nations, hier der Haida. Einer ihrer örtlichen Siedlungsschwerpunkte war lange die Siedlung Skedans (Haida Ḵ'uuna Llnagaay) an der Ostküste der Insel. Heutzutage ist die Siedlung verlassen. Die verlassene Siedlung selbst wurde im Jahr 1987 von der kanadischen Bundesregierung zu einer „nationalen historischen Stätte“ erklärt.
An der Nordküste der Insel, am Cumshewa Inlet, liegt mit dem New Clew Indian Reserve No. 10 eines der kleineren Reservate der Haida. Auch die ehemalige Siedlung Skedans ist von einem Reservat umgeben, dem Skedance Indian Reserve No. 8.
Das K'uuna Gwaay Conservancy, welche durch BC Parks betreut wird, umfasst auch historische Handels- und Potlatch-Plätze der Haida. Neben Muschelhaufen, einer Wohnhöhle und durch Feuer gebrochenes Gestein finden sich in dem Gebiet mindestens ein Dutzend Culturally Modified Trees.

## Namensherkunft
Die Insel wurde 1878 durch den Geographen George Mercer Dawson nach Prinzessin Louise Caroline Alberta, einer Tochter von Königin Victoria und ihrem Ehemann Prinz Albert, benannt. Prinzessin Louise lebte eine Zeit lang in Kanada während ihr Ehemann John Campbell, 9. Duke of Argyll Generalgouverneur von Kanada war.